# Leopold Berchtold
Leopold Berchtold (Leopold Anton Johann Sigismund Josef Korsinus Ferdinand Graf Berchtold von und zu Ungarschütz, Frättling, und Püllütz; Vienna, 18 aprile 1863 – Peresznye, 21 novembre 1942) è stato un politico austriaco.
Conte (in tedesco: Graf), fu ministro degli esteri dell'Austria-Ungheria dal 1912 al 1915. È considerato uno dei maggiori responsabili del conflitto austro-serbo che portò allo scoppio della prima guerra mondiale.

## L'uomo privato e il diplomatico

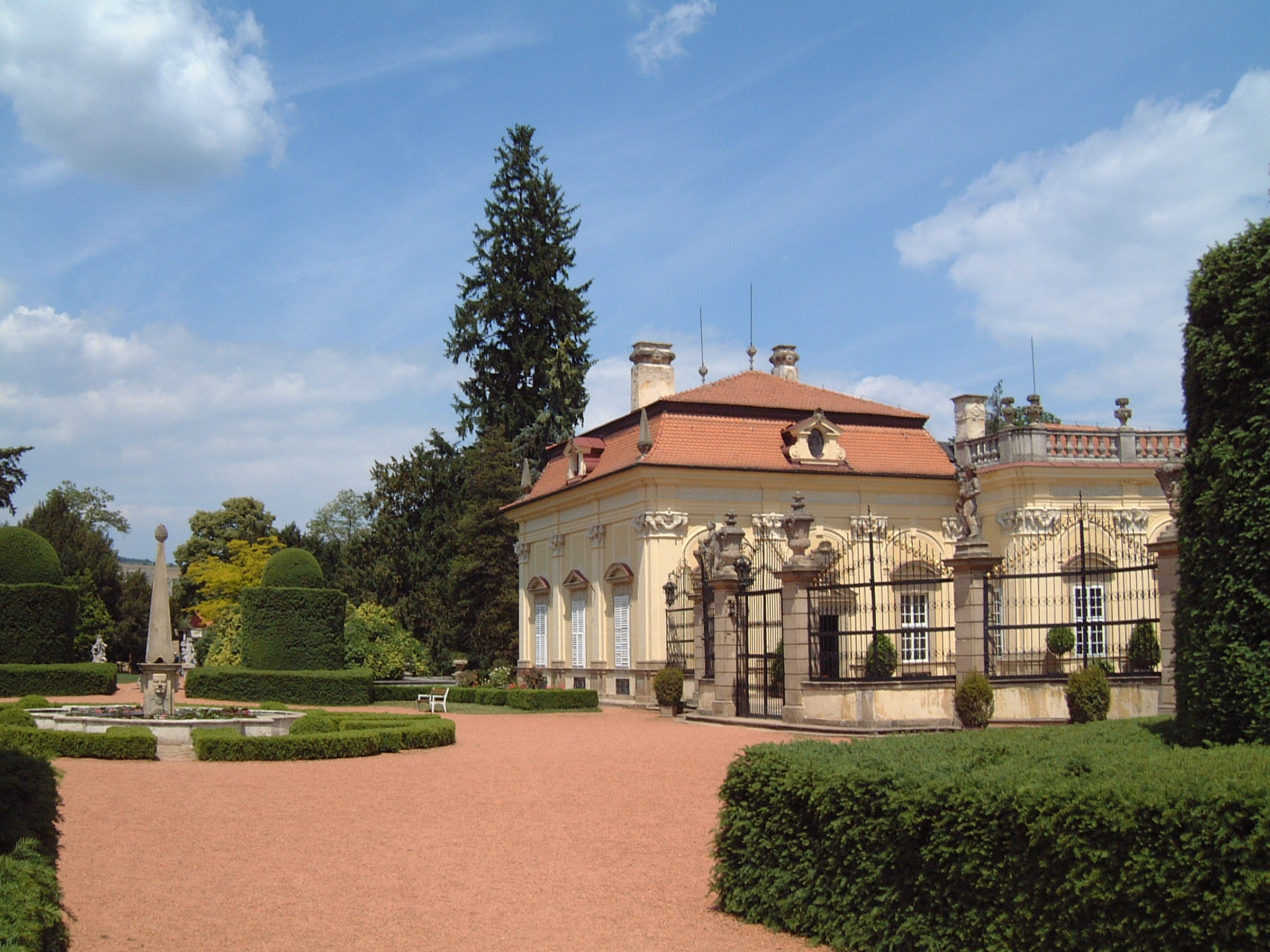
Una delle proprietà che furono di Leopold Berchtold: il castello di Buchlovice (Moravia), oggi.

Oriundo di una famiglia baronale austriaca, Leopold Berchtold, era naturalizzato ungherese. Nelle sue vene scorreva sangue polacco, ceco, italiano, ruteno, slavo, ungherese e austro-tedesco. Molto ricco, fu uno dei più grandi proprietari terrieri dell'Impero austriaco. Appassionato giocatore di golf, patrocinatore di gare automobilistiche e di aviazione, proprietario di una scuderia di cavalli da corsa, non mancava mai alle manifestazioni ippiche, nemmeno nelle più gravi congiunture politiche.
Iniziò la carriera diplomatica nel 1883, a venti anni, e la concluse, per sua richiesta, nel 1911 dopo un incarico di cinque anni come ambasciatore a San Pietroburgo. Durante questo periodo, nel 1908, mise a disposizione il suo castello di Buchlau (oggi Buchlovice) in Moravia per l'incontro fra l'allora Ministro degli Esteri austriaco Alois Lexa von Aehrenthal e il suo omologo russo Aleksandr Petrovič Izvol'skij, incontro che diede origine alla Crisi bosniaca.

## La nomina a Ministro degli Esteri
Berchtold subentrò alla Ballplatz ad Aehrenthal, la cui salute malferma si aggravava,  alla fine di gennaio del 1912. Il nuovo ministro fu designato, grazie alla sua familiarità con la Russia, da Francesco Giuseppe per suggerimento dello stesso Aehrenthal (anch'egli ex ambasciatore a San Pietroburgo). Si contava sull'esperienza di Berchtold e sulle sue conoscenze per un miglioramento dei rapporti e per diminuire le animosità fra Austria e Russia.
Berchtold, invece, avrebbe volentieri fatto a meno della nomina, ma un forte senso del dovere lo portò, infine, ad accettare. Le alte cariche della società russa salutarono con soddisfazione l'incarico; non così quelle tedesche che diffidavano del nuovo ministro, il quale non aveva mai avuto nomine a Berlino e veniva considerata persona «imbevuta di idee e simpatie russe».

## La guerra italo-turca (1911-1912)
La nomina di Berchtold capitò nel mezzo della Guerra italo-turca durante la quale il neo Ministro degli Esteri, interpretando a favore dell'Italia l'articolo 7 della Triplice alleanza, consentì a quest'ultima l'occupazione delle isole turche di Rodi, Scarpanto e Stampalia. Ma le operazioni navali che seguirono portarono alla conquista di ben dodici isole, con la richiesta di poter occupare anche Chio, sulla rotta per i Dardanelli. Il 31 maggio 1912, Berchtold rifiutò la richiesta per Chio e per qualsiasi altra isola turca, pena il disimpegno dell'Austria ad accordarsi con l'Italia per qualsiasi futuro eventuale ampliamento territoriale di Vienna nei Balcani. Il governo italiano, nella persona di Giovanni Giolitti, accettò l'avvertimento e mise fine alle conquiste nel Mar Egeo.

## La Crisi nei Balcani (1912-1913)
Conseguenza della guerra italo-turca fu la prima guerra balcanica, durante la quale la Serbia, considerata un pericolo per il precario equilibrio interno dell'Austria, riportò importanti successi sulla Turchia. Un mese dopo l'inizio delle ostilità Berchtold dichiarò che non sarebbe stato concesso alla Serbia di raggiungere l'Adriatico, avvertimento che trovò d'accordo l'Italia.

### Il rinnovo della Triplice Alleanza

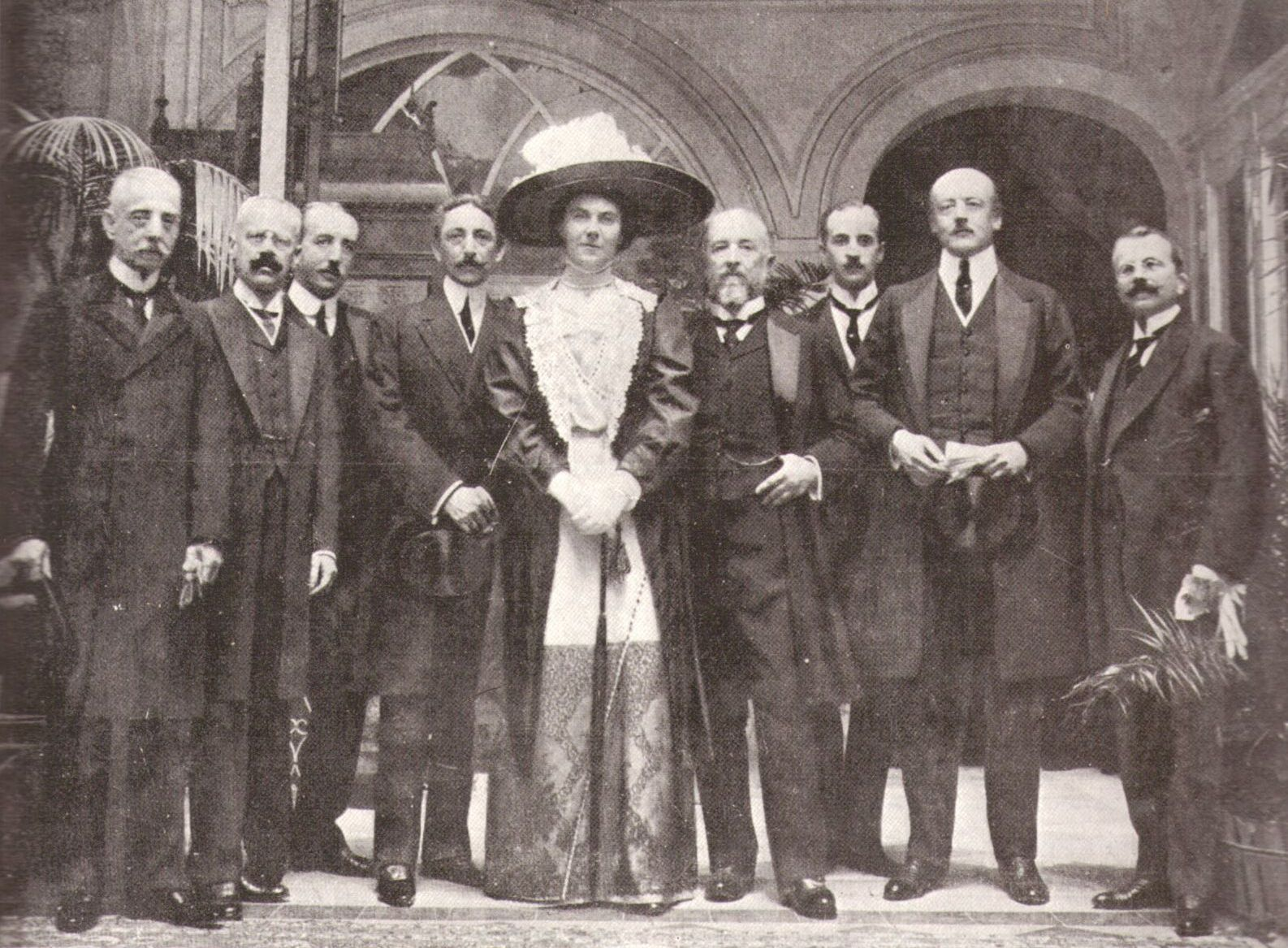
Convegno di San Rossore (Pisa) del 22 ottobre 1912 per il rinnovo della triplice alleanza. Da sinistra: l'ambasciatore d'Italia in Austria-Ungheria Giuseppe Avarna, l'ambasciatore austriaco in Italia Kajetan Mérey, il conte Alexander Hoyos, il principe Pietro Lanza di Scalea, la contessa Berchtold, il Ministro degli Esteri italiano Antonino di San Giuliano, il marchese Giovanni Visconti Venosta, Leopold Berchtold e il commendatore Giacomo De Martino.

In questa situazione, Berchtold dovette affrontare il problema del rinnovo o meno della Triplice alleanza, per il quale Roma avanzò la richiesta del riconoscimento ufficiale delle sue conquiste in Africa nella guerra italo-turca. Il grave momento internazionale portò Berchtold ad acconsentire e, nonostante il forte partito italofobo a Vienna, l'alleanza fu rinnovata il 5 dicembre 1912.

### L'assedio di Scutari

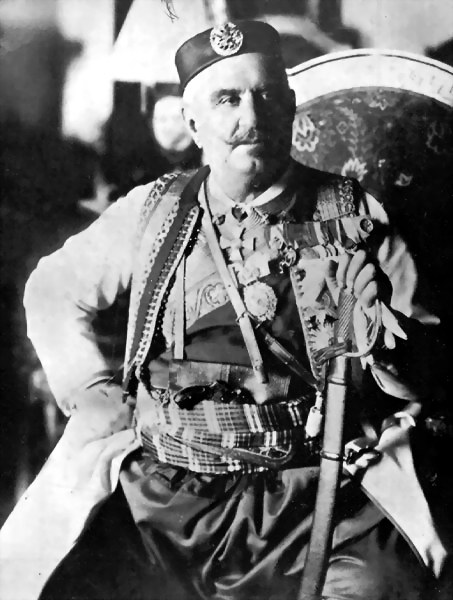
Nicola I del Montenegro

Durante la prima guerra balcanica l'esercito del Montenegro (alleato della Serbia) pose l'assedio alla piazzaforte strategica turca di Scutari (oggi in Albania). Le potenze europee, e prima fra tutte l'Austria, avevano deciso che tale località dovesse essere assegnata alla nascente Albania. Esse intimarono quindi il Montenegro di ritirarsi. Berchtold, che temeva un passaggio della piazzaforte con il vicino porto di San Giovanni di Medua alla Serbia, cominciò il 22 marzo 1913 a minacciare re Nicola del Montenegro di ricorrere alla forza. Ma questi, per nulla intimorito, proseguì l'assedio alla piazzaforte turca che si arrese nella notte fra il 22 e il 23 aprile.
Il piccolo Montenegro, alleato della Serbia e amico della Russia, teneva testa all'Austria. Appresa la caduta della piazzaforte, Berchtold, sostenuto dalla Germania, invitò le potenze ad occupare i porti montenegrini o a bombardarli, avvertendole che in alternativa l'Austria avrebbe deciso di «ottenere con la violenza lo sgombero di Scutari». Il 3 maggio 1913 re Nicola, impaurito, decise di fare marcia indietro e ritirarsi incondizionatamente da Scutari.

### La pace di Bucarest
Al termine della seconda guerra balcanica che aveva visto la Bulgaria attaccare la Serbia e perdere catastroficamente il conflitto, Berchtold fece di tutto per limitare gli acquisti territoriali della Serbia e difendere la Bulgaria. In questa azione si trovò affiancato debolmente solo dalla Russia, mentre la Germania, che voleva attrarre nella sua sfera d'influenza la Grecia, gli voltò completamente le spalle. Tale atteggiamento ferì Berchtold che in un ampio memoriale dimostrò, dal suo punto di vista, l'inevitabilità di un conflitto austro-serbo e la necessità di allearsi alla naturale nemica della Serbia, la Bulgaria.
I delegati bulgari, nella speranza di una revisione, ravvisata da Berchtold, delle pesanti condizioni di pace, firmarono il 10 agosto 1913 il trattato. Ma al momento buono la richiesta della revisione fu fatta solo dall'Austria e dalla Russia (contraria agli ampliamenti territoriali greci) e anche questa, il 14 agosto si ritirò dal tavolo delle trattative. Per Berchtold fu una disfatta, aggravata dall'omaggio del bastone di maresciallo da parte dell'imperatore tedesco Guglielmo II ad uno dei più grandi avversari della Bulgaria: Re Costantino di Grecia.

### L'ultimatum alla Serbia del 1913

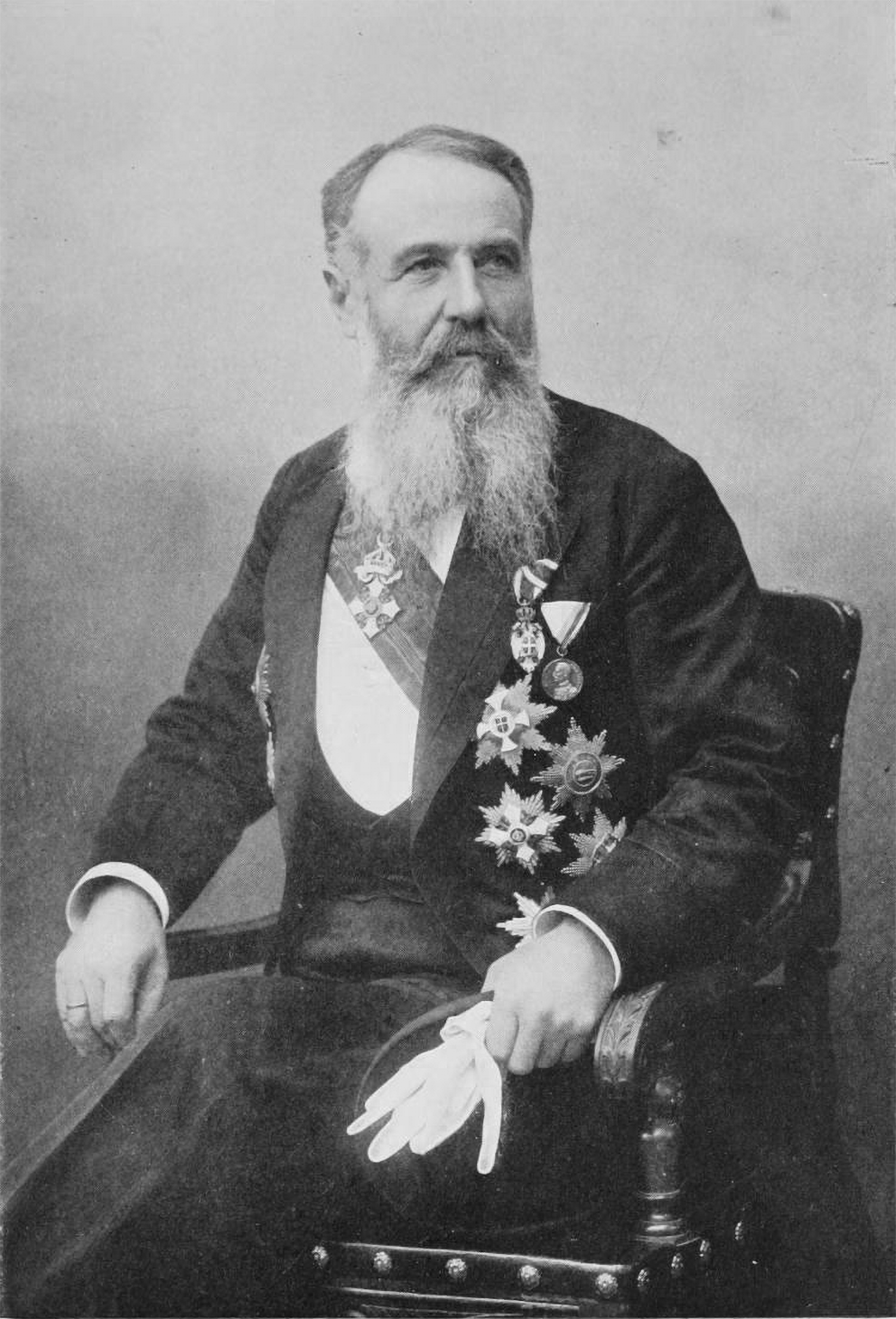
Nikola Pašić

Terminata la prima guerra balcanica, la Conferenza di Londra stabilì i confini dell'Albania che la Serbia, vincitrice, sembrava non voler rispettare, stanziando truppe all'interno dello Stato appena costituito. Messo alle strette da Berchtold, il governo serbo, presieduto da Nikola Pašić comunicò il 16 ottobre 1913 la volontà a non avanzare ulteriormente in territorio albanese e attendere la definitiva delimitazione delle frontiere.
Per nulla appagato, Berchtold inviò il giorno dopo al suo ambasciatore a Belgrado, Wilhelm Ritter von Storck, un comunicato che questi consegnò al governo serbo il 18. Nel comunicato si intimava la Serbia a richiamare immediatamente le truppe che avevano oltrepassato il confine albanese e a completare lo sgombero entro otto giorni, «in caso contrario il governo Imperiale e Regio si vedrebbe con suo grande dispiacere nella necessità di ricorrere ai mezzi adatti ad assicurare il compimento della sua richiesta».

Si trattava di un ultimatum: per la prima volta Berchtold, in accordo con il Consiglio dei ministri, lo Stato Maggiore e l'imperatore Francesco Giuseppe, considerava seriamente l'opzione militare. Il 19 ottobre, il governo serbo dava ordine alle sue truppe di ritirarsi, e un giorno prima della scadenza dell’ultimatum, il 25, lo sgombero era stato completato.

## La crisi del luglio 1914
Il 28 giugno 1914, con l'assassinio di Francesco Ferdinando per mano del serbo Gavrilo Princip, lo scontro fra Austria e Serbia divenne per Berchtold, almeno inizialmente, inevitabile; tanto più che in questa convinzione era sostenuto dalla Germania. L'ambasciatore tedesco a Vienna Heinrich von Tschirschky suggerì, infatti, «un'azione energica» contro la Serbia.

### Il contrasto con Tisza

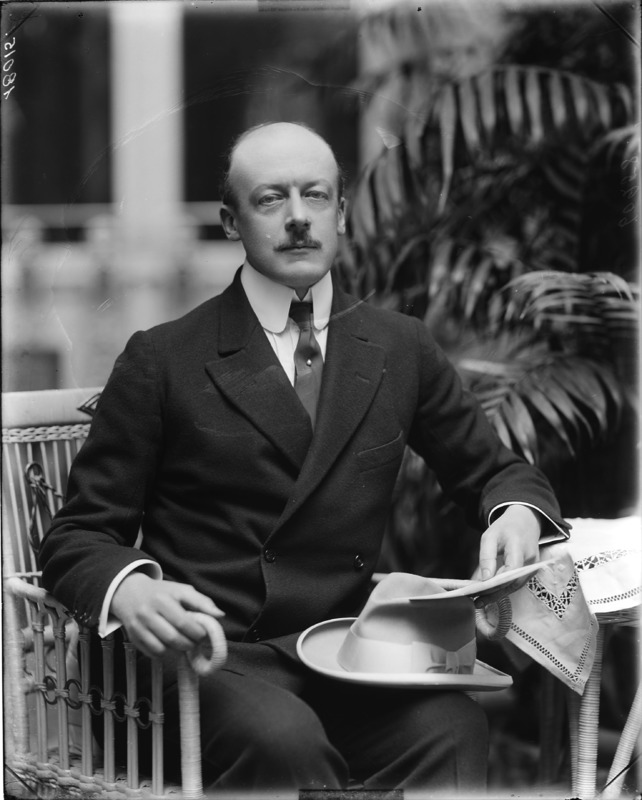
Leopold von Berchtold come ministro degli Esteri austro-ungarico fu una figura cruciale della Crisi di luglio.

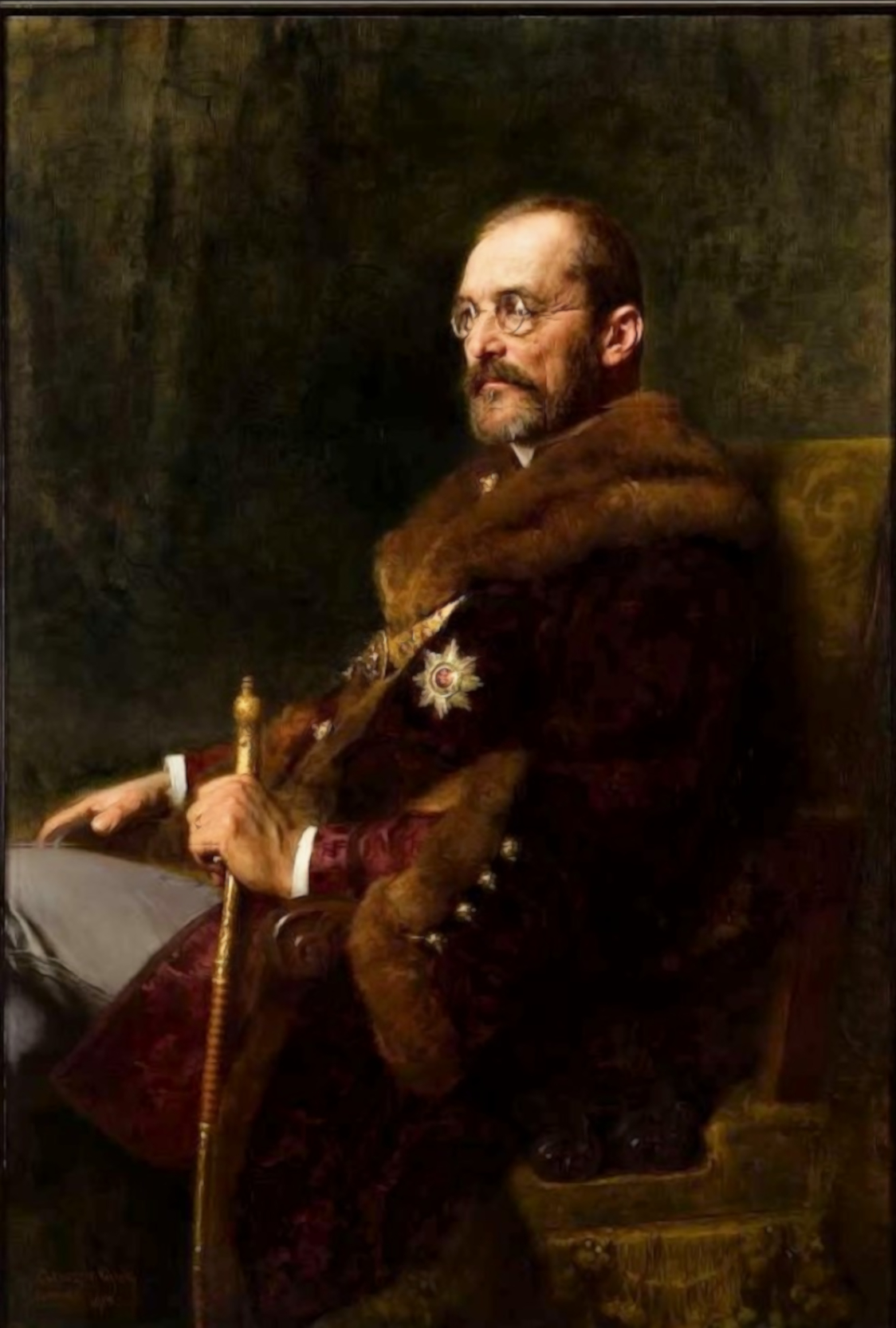
István Tisza

L'8 luglio, stabiliti e definiti i contatti con l'alleata Germania sulla questione, Berchtold scriveva al Presidente del Consiglio d'Ungheria István Tisza, apertamente contrario ad un intervento armato: «Tschirschky mi ha informato che [...] a Berlino si attende un'azione della Monarchia contro la Serbia e che in Germania non si comprenderebbe che noi lasciassimo passare l'occasione senza menare un colpo... Da altre dichiarazioni dell'ambasciatore ho potuto trarre l'impressione che in Germania si interpreterebbe una transazione da parte nostra con la Serbia come una confessione di debolezza la quale non potrebbe rimanere senza ripercussioni sulla nostra posizione nella Triplice alleanza e sulla politica avvenire della Germania». Pressioni che Berchtold confermò alla Neue Freie Presse il 28 settembre 1919: «Mai avremmo agito così se la Germania non ci avesse spinti».
Fatto sta che Berchtold contrastò fermamente il punto di vista pacifista di Tisza. Nel verbale del Consiglio dei ministri del 7 luglio 1914 il redattore riporta che Berchtold osservava che le vittorie diplomatiche sulla Serbia non avevano che aggravato la tensione fra i due Paesi, e che «una soluzione radicale del problema sollevato dalla propaganda [...] di Belgrado per una Grande Serbia, e di cui le ripercussioni sovversive si avvertivano da Zagabria a Zara, non era possibile se non mediante un intervento armato».

Le conclusioni del Consiglio dei ministri determinarono l'isolamento di Tisza.

### L'Italia all'oscuro
L'altra alleata dell'Austria, l'Italia, venne volutamente tenuta all'oscuro dei preparativi bellici. Berchtold riteneva che se si fosse posta la questione, il governo di Roma (allora presieduto da Antonio Salandra) avrebbe richiesto compensi come Valona, ciò che non gli si poteva accordare. Berchtold, inoltre, riteneva che nel caso di una guerra europea, l'Italia si sarebbe schierata con la Triplice alleanza ma soprattutto stava giungendo alla conclusione che, dopo tutto, una guerra su vasta scala si poteva evitare e che le cose con la Serbia avrebbero finito con l'accomodarsi.
Quando però l'ambasciatore Tschirschky pose seriamente la questione del futuro atteggiamento dell'Italia, il 20 luglio, Berchtold rispose che l'Austria non si sarebbe fatta intimidire dall'Italia che, in conseguenza della campagna di Libia, non era affatto bellicosa e che avrebbe manifestato il suo malumore con delle parole, non con degli atti.

### L'ultimatum alla Serbia del 1914

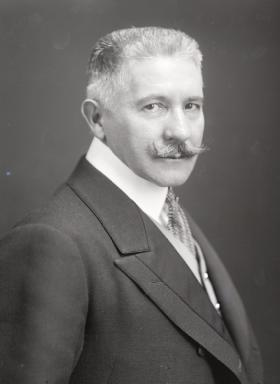
Il barone Wladimir Giesl von Gieslingen, ambasciatore austriaco a Belgrado.

L'idea di un ultimatum alla Serbia si presentò a Berchtold per non mettere l'Europa di fronte al fatto compiuto dell'aggressione e per vincere l'azione pacifista di Tisza. Ma le condizioni, per la Serbia, dovevano risultare inaccettabili. Per questo Berchtold escogitò di chiedere, fra l'altro, l'accoglimento a Belgrado di un organo di controllo del governo austriaco, che avesse il compito ufficiale di sorvegliare le agitazioni panserbe.
L’ultimatum fu consegnato alla Serbia il 23 luglio 1914. Tre giorni prima Berchtold aveva inviato le istruzioni all'ambasciatore Wladimir Giesl Freiherr von Gieslingen sul modo di accogliere la risposta serba. Il ministro aveva disposto che l'Austria non poteva in alcun modo, né consentire ad un prolungamento del termine concesso (48 ore) né prestarsi a negoziati con la Serbia sulle richieste presentatele. Solo la loro accettazione senza riserve e nel termine previsto sarebbe bastata a distogliere il governo austriaco dal trarre più ampie conseguenze.
Il 25, passata quasi un'ora dalla scadenza dell’ultimatum, Pašić consegnò la risposta serba dicendo: «abbiamo accettato parte delle domande...». Giesl, obbedendo alle istruzioni ricevute da Berchtold, lesse in fretta il documento e comunicò al governo serbo che non aveva ricevuto una risposta soddisfacente e che quindi abbandonava Belgrado con la delegazione austriaca.

### Il decisionismo tedesco
Interpellato sulla crisi del luglio 1914, nel 1933 Berchtold scrisse che: «Fino a quando eravamo in contatto con la Russia credevo nella possibilità che una guerra europea potesse essere evitata. [...] I miei sforzi tendevano ad evitare tutto ciò che potesse coinvolgere la Russia nel conflitto.» Il ministro austriaco valutò anche la remota possibilità che la Serbia accettasse le pesanti condizioni dell'ultimatum. In una lettera del 21 luglio all'ambasciatore a Roma, Kajetan Mérey von Kaposmére, scriveva: «Non ci teniamo ad umiliare la Serbia, ma [...] ad ottenere un risultato pratico (mediante un fondamentale processo di ripulitura in Serbia con la nostra collaborazione, qualora le nostre pretese vengano accettate; o mediante un conflitto bellico e [...] una paralisi della Serbia qualora le nostre pretese siano respinte)».

#### Il telegramma per Grey
Un ulteriore elemento che fece sorgere in Germania il sospetto che l'Austria non fosse decisa completamente alla guerra era costituito da un telegramma del 24 luglio di Berchtold al suo ambasciatore a Londra, Albert Mensdorff-Pouilly, nel quale disponeva di dichiarare al Ministro degli Esteri britannico Edward Grey che il passo diplomatico a Belgrado non si doveva considerare come un ultimatum vero e proprio e che se il termine fosse scaduto, sarebbe stato seguito «solo dalla rottura delle relazioni diplomatiche e dall'inizio dei preparativi militari», cioè non dalla guerra.
Il giorno dopo (lo stesso della rottura delle relazioni fra Austria e Serbia) a Berlino fu convocato l'ambasciatore austriaco Laszlo Szögyeny-Marich, il quale riportò a Berchtold: «Qui [a Berlino] si considera come certo che ad un eventuale rifiuto della Serbia, noi [austriaci] risponderemo immediatamente con una dichiarazione di guerra seguita da operazioni militari. [...] Ci si consiglia vivamente di agire immediatamente e di porre il mondo davanti ad un fait accompli». Il 28 luglio 1914, l'Austria dichiarava guerra alla Serbia.

## Ministro in guerra (1914-1915)

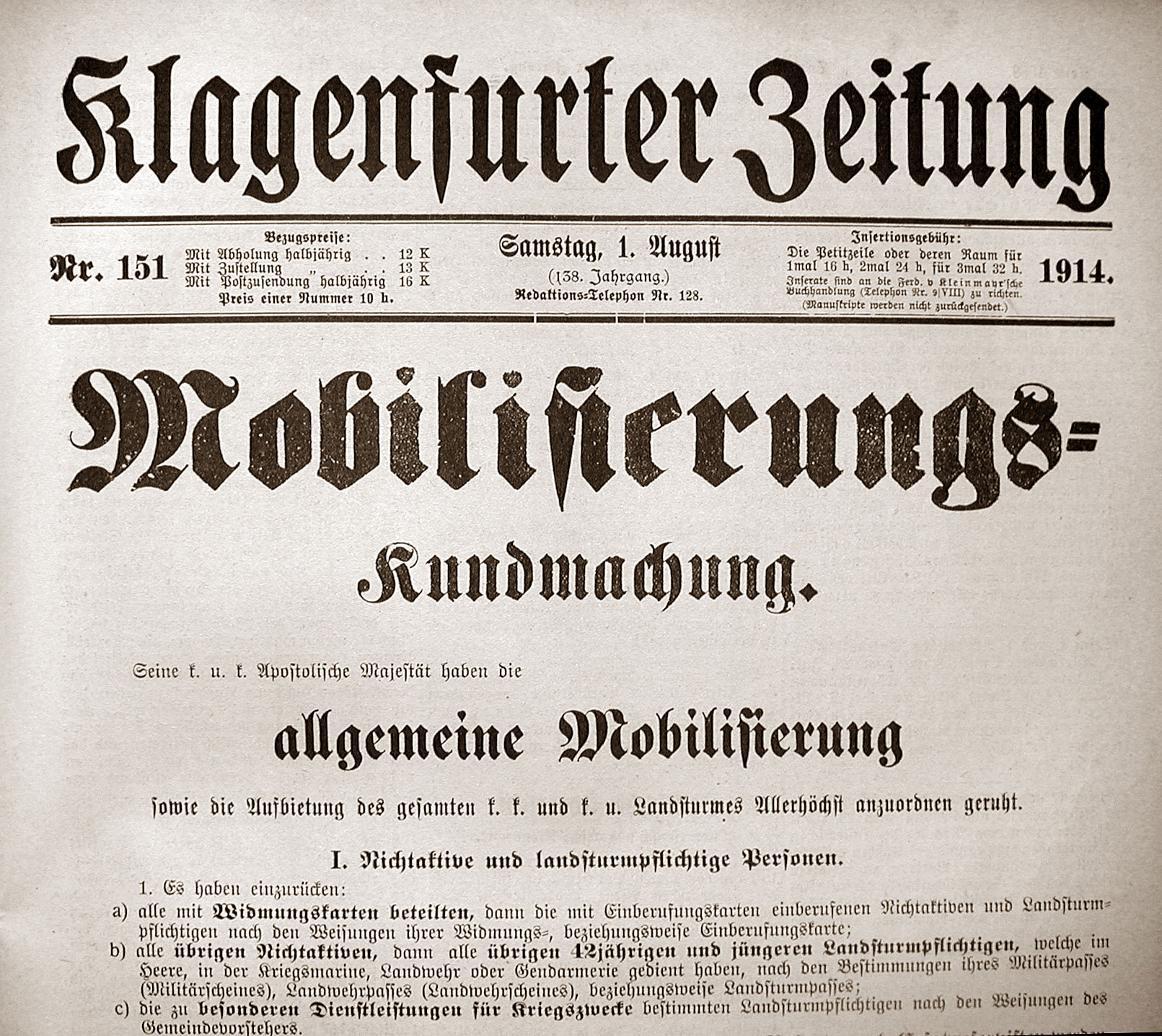
L'annuncio della mobilitazione generale austriaca dato dalla Klagenfurter Zeitung il 1º agosto 1914.

Tuttavia, nel timore di un allargamento del conflitto che avrebbe visto sicuramente l'entrata in guerra di Russia e Francia e probabilmente della Gran Bretagna, il Cancelliere tedesco Theobald von Bethmann-Hollweg fece pressioni sull'Austria affinché si accontentasse di occupare la sola Belgrado.

### La mobilitazione generale
Di fronte ad una richiesta del genere, Berchtold, per rompere ogni indugio ed evitare un umiliante dietro front diplomatico, il 30 luglio decise di proporre all'Imperatore la mobilitazione generale. Di modo anche da rispondere adeguatamente alla mobilitazione parziale russa avviata due giorni prima. Contemporaneamente convocava l'ambasciatore russo Nikolaj Nikolaevič Šebeko per comunicargli che l'Austria non aveva intenzione di operare annessioni territoriali ma solo un'occupazione temporanea per costringere la Serbia a darle maggiori garanzie per l'avvenire.
Tranquillizzato da un telegramma del Capo di Stato Maggiore tedesco Helmuth von Moltke che in contrasto con il suo Cancelliere incitava l'Austria alla mobilitazione generale, il 31 luglio Berchtold sottopose all'Imperatore l'ordine di mobilitazione che fu firmato la mattina stessa.

### La crisi precipita
Dopo la mobilitazione austriaca, il 1º agosto 1914, di fronte al proseguire della mobilitazione dell'esercito dello Zar, la Germania dichiarava guerra alla Russia. Il 2 agosto la Francia, alleata della Russia, ordinava la mobilitazione e il giorno dopo la Germania le dichiarava guerra, mentre l'Italia proclamava la sua neutralità. Il 3 agosto, entrato l'esercito tedesco in Belgio, la Gran Bretagna dichiarava guerra alla Germania.
A questo punto la Germania si trovava a combattere contro Russia, Francia e Gran Bretagna, mentre l'alleata Austria era impegnata con la sola Serbia. Il ministro degli Esteri austriaco era attonito dal precipitare degli eventi che egli stesso aveva in parte provocato.

### L'Austria contro la Russia

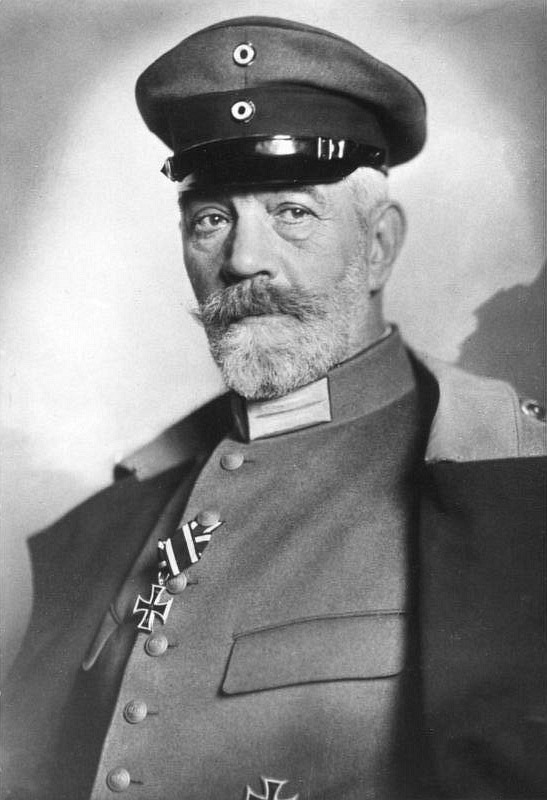
Il cancelliere tedesco Theobald von Bethmann-Hollweg.

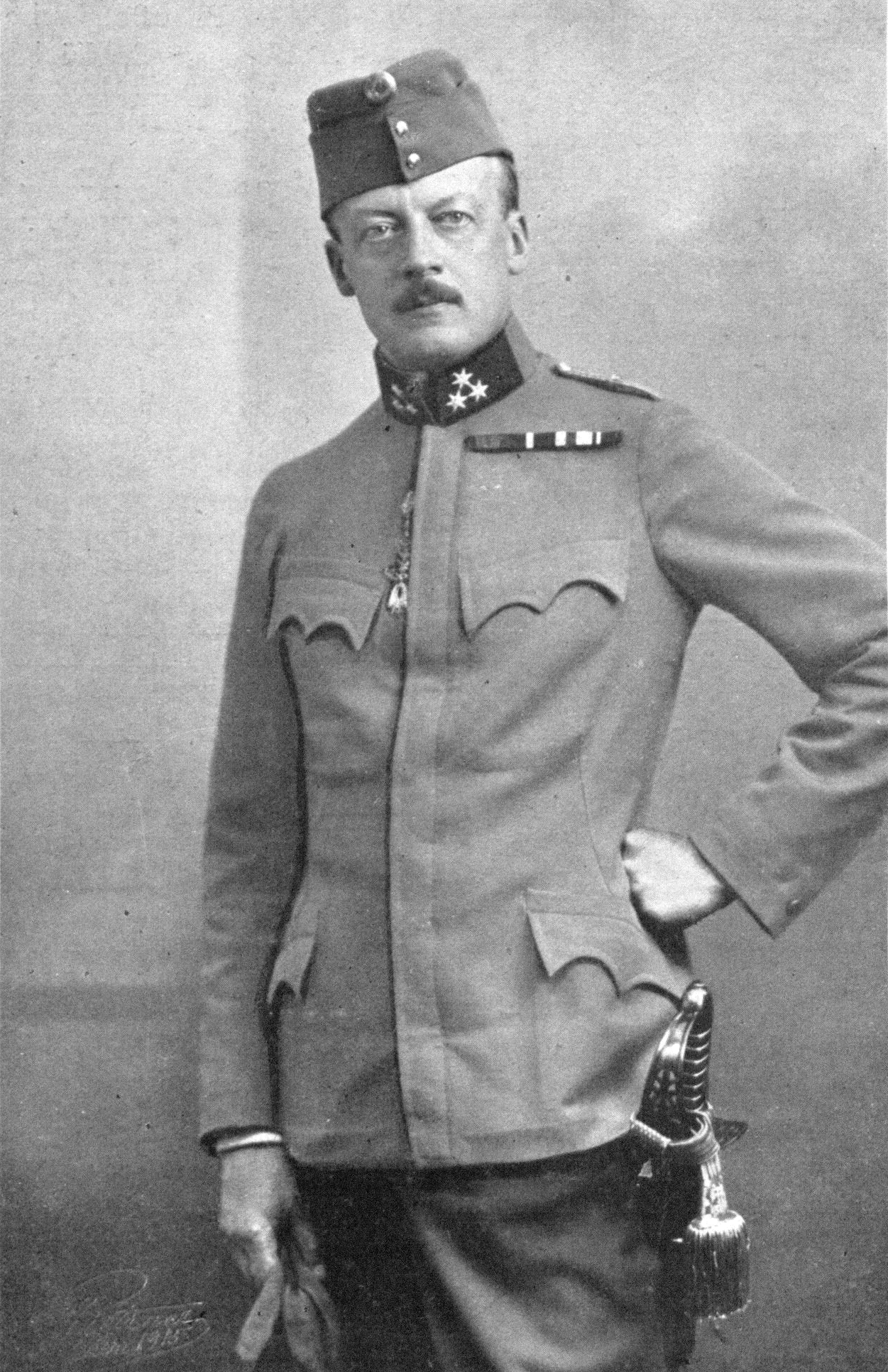
Berchtold in divisa nel 1915.

Dopo l'entrata in guerra della Germania, Berchtold fu pesantemente pressato affinché l'Austria attaccasse subito la Russia con forze ingenti. Ma, a parte il concentramento di truppe in Galizia che ancora doveva essere eseguito, Berchtold pose il problema che Vienna desiderava «di evitare di assumere, con l'iniziativa di una dichiarazione di guerra alla Russia, l'odiosità di un'aggressione» e si domandava se l'Austria non avrebbe potuto motivare quella dichiarazione con un attacco della Russia alla Germania.
Si trattava di una domanda posta per mettere in difficoltà la Germania e prendere tempo. Ma il Cancelliere tedesco Bethmann-Hollweg aggirò l'ostacolo e comunicò a Berchtold che la Germania era stata obbligata alla guerra dall'azione dell'Austria contro la Serbia e che l'Austria era motivata a dichiarare guerra alla Russia per la mobilitazione di quest'ultima.
Preso ancora qualche prezioso giorno di tempo per far organizzare e riunire le truppe, Berchtold, il pomeriggio del 6 agosto 1914 fece consegnare la dichiarazione di guerra che, da lui proposta nella forma, indicava che il passo dell'Austria scaturiva soprattutto da una comunicazione dell'alleata:«[...] Dato l'atteggiamento minaccioso assunto dalla Russia nel conflitto che è scoppiato fra la Monarchia austro-ungarica e la Serbia e dato il fatto che, secondo una comunicazione del governo di Berlino la Russia [...] ha giudicato conveniente aprire le ostilità contro la Germania e che per conseguenza questa si trova in stato di guerra con quella potenza, l'Austria-Ungheria si considera egualmente in stato di guerra con la Russia».

### L'Austria contro Francia e Gran Bretagna
Berchtold era riuscito, invece, ad ottenere dalla Germania una dilazione alla dichiarazione di guerra dell'Austria a Francia e Gran Bretagna, sostenendo la motivazione che la flotta austriaca non avrebbe fatto in tempo a rifornirsi e salpare prima di essere intrappolata alle Bocche di Cattaro dalla più numerosa flotta anglo-francese del Mediterraneo. Le unità austriache, prima della dichiarazione di guerra a Francia e Gran Bretagna, avrebbero dovuto raggiungere il Mar Nero e lì, dopo la dichiarazione, entrare in azione e colpire i porti russi con le navi tedesche.
Tali preparativi furono però interrotti il 12 agosto 1914, quando la Francia e di conseguenza la Gran Bretagna dichiararono guerra all'Austria. Le motivazioni del passo si basavano sul fatto che la Russia, alleata della Francia, era già in guerra con l'Austria e che «secondo numerose informazioni degne di fede l'Austria ha mandato truppe alla frontiera tedesca, in condizioni che costituiscono una minaccia diretta nei riguardi della Francia».

Quest'ultima circostanza fu smentita categoricamente da Berchtold e risultò poi infondata, ma la diplomazia francese non attese ulteriori prove e chiarimenti.

### La neutralità italiana
Dopo le sconfitte militari subite in Serbia dell'agosto e dell'autunno 1914, l'Austria attraversò una grave crisi politica nella quale il problema dei rapporti con l'Italia ebbe un peso notevole. Roma conservava la sua neutralità, ma le probabilità che rompesse ogni accordo con Vienna per poi dichiarale guerra aumentavano ogni giorno di più.

#### Il contrasto con il governo

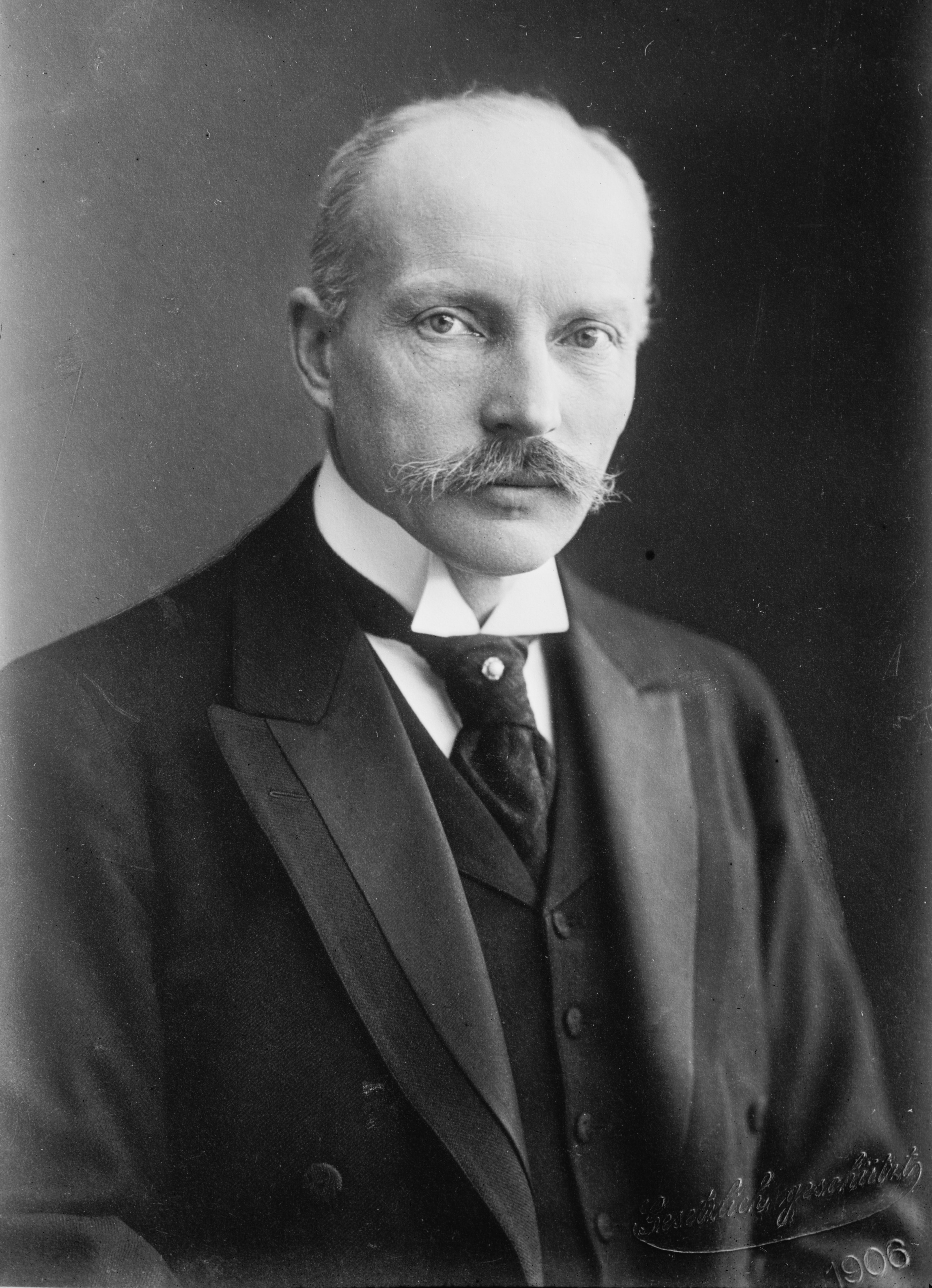
L’ambasciatore tedesco a Vienna Heinrich von Tschirschky.

Berchtold, inizialmente contrario ad importanti concessioni all'Italia, il 30 dicembre 1914 si recò al Quartier generale austriaco, a Teschen (oggi Cieszyn), per rendersi conto delle condizioni e delle prospettive militari. Lì trovò gravi preoccupazioni per lo sviluppo delle operazioni e, insieme alla richiesta di ulteriori aiuti tedeschi, recepì accenni alla possibilità di giungere a sacrifici con l'Italia pur di non farla scendere in guerra contro l'Austria-Ungheria.
Rientrato a Vienna, ebbe una serie di contatti con i personaggi più influenti della politica estera, ottenendone consigli contrastanti. Erano avversi ad una cessione del Trentino all'Italia: il Presidente del Consiglio dell'Austria Karl Stürgkh, il Presidente del Consiglio d'Ungheria Tisza e il Ministro della Casa imperiale Stephan Burián von Rajecz. Il 4 gennaio 1915, l'ambasciatore tedesco Tschirschky insistette, invece, presso Berchtold sull'importanza di proseguire le trattative con l'Italia e di giungere ad un risultato. Così Berchtold finì per rendersi conto della necessità di sacrificare il Trentino in cambio della neutralità di Roma, ma era anche consapevole della debolezza di questa posizione all'interno del governo austriaco.
Per imposizione di Tisza, infatti, Berchtold dovette dirigere al governo tedesco una risposta chiaramente negativa circa la proposta di Tschirschky di considerare le aspirazioni italiane. Nonostante questo il giorno dopo, il 9 gennaio, Berchtold fece un ultimo tentativo e si recò da Francesco Giuseppe per prospettargli la necessità di cedere il Trentino ed evitare il pericolo di una guerra contro l'Italia. L'imperatore rispose di non poter cedere spontaneamente la regione.

#### Le dimissioni
Il 10 gennaio, in un confronto con tutte le cariche del governo, Berchtold fu messo in minoranza sulla questione dell'Italia e Tisza chiese le sue dimissioni, che il ministro degli Esteri accettò. Le dimissioni furono rese il 13 gennaio, ma l'11, nel suo ultimo colloquio con l'ambasciatore italiano Giuseppe Avarna di Gualtieri, Berchtold seguì l'orientamento politico del nuovo corso: alla richiesta italiana sulla disponibilità austriaca di cedere zone del territorio imperiale, egli rispose in termini decisamente negativi. Gli succedette Stephan Burián.

## Dopo le dimissioni (1915-1942)

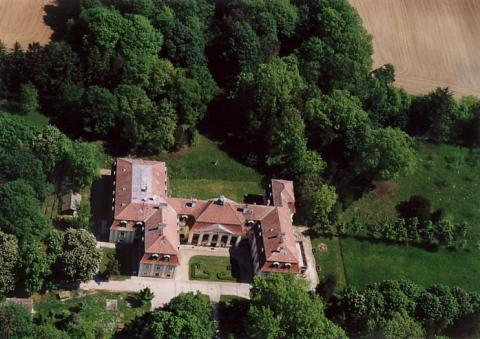
La tenuta di Peresznye (Ungheria) oggi, dove Berchtold trascorse gli ultimi giorni.

Al termine della guerra, Berchtold riprese lo stile di vita che aveva, in parte, abbandonato nel 1912. Stigmatizzando il suo comportamento, l'ex Cancelliere tedesco Bernhard von Bülow riporta nelle memorie: «Il Conte Leopold Berchtold, che nell'estate 1914 fece scivolare l'Austria-Ungheria nella guerra mondiale, trascorse il primo inverno dopo la caduta della Monarchia in un elegante albergo svizzero, dove, sotto gli sguardi curiosi degli ospiti stranieri e con stupore dei bravi svizzeri, ballava con zelo l’one step e il boston.»
Accettò varie interviste e scrisse l'articolo “Russia, Austria and the World War” per la Contemporary Review di Londra, pubblicato nel 1928. Morì il 21 novembre 1942 nella sua tenuta di Peresznye, presso Sopron, in Ungheria.